# 安濃川
安濃川（あのうがわ）は、三重県津市を流れ伊勢湾に注ぐ河川。二級水系の本流である。平成の大合併以前の津市内では塔世川（とうせがわ）とも呼ばれる。

## 地理
三重県津市芸濃町河内の錫杖ヶ岳付近に発し、津市安濃町、津市の中心部を流れ伊勢湾へ注ぐ。津城（津市。内堀と再建された櫓が残る）は、安濃川と岩田川を外堀のように利用していた。
支流として穴倉川、美濃屋川がある。中流域において分かれる美濃屋川は周辺地域の灌漑用に利用されているが、下流にて再び安濃川に合流している。
『勢陽五鈴遺響』によると、河川名の「安濃」とは、「あ」（＝美しい）＋「の」（＝野）に由来するという。

## 歴史
安濃川の流域は伊勢平野の農村地帯で、伊勢神宮の所領であったところが多く、神宮に米を納めた名残が神納町や納所町といった地名に残る。『勢陽五鈴遺響』によると、雲林院では「美濃夜川」、萩野では「はいの川」、安濃では「あの川」または「県川」と古代には地域によってさまざまな名で呼ばれていた。
安濃川のデルタ地帯に作られた津の町は、洪水被害をたびたび受けていた。江戸初期に津藩の藩主となった藤堂高虎は、津の城下町を守るため安濃川の築堤工事を進めるとともに、河口から約4km上流の右岸側を越流堤として意図的に低くし、洪水が出たときには安濃川の水が三泗川を経由して岩田川へと流れるようにした。これは、さらに古い時代の安濃川がこの地点で分派して現在の岩田川に流れていたことを踏まえているとも言われる。この治水計画は現代にも受け継がれている。

## 主な支流
二級河川と準用河川を下流側から順に記載する。
| 河川            | よみ                        | 次数    | 種別              | 管理者      | 主な経過地 | 河川延長 （km） | 備考 |
| --------------- | --------------------------- | ------- | ----------------- | ----------- | ---------- | --------------- | ---- |
| 安濃川          | あのうがわ                  | 本川    | 二級河川          | 三重県      | 津市       | 28.9            |      |
| 美濃屋川        | みのやがわ                  | 1次支川 | 二級河川 準用河川 | 三重県 津市 |            |                 |      |
| 穴谷川          | あなたにがわ                | 2次支川 | 準用河川          | 津市        |            |                 |      |
| 倉谷川          | くらたにがわ                | 2次支川 | 準用河川          | 津市        |            |                 |      |
| 穴倉川          | あなくらがわ                | 1次支川 | 二級河川 準用河川 | 三重県 津市 |            |                 |      |
| 木羽佐間川      | きはざまがわ                | 2次支川 | 準用河川          | 津市        |            |                 |      |
| 織戸川          | おりとがわ                  | 2次支川 | 準用河川          | 津市        |            |                 |      |
| 北大谷川        | きたおおたにがわ            | 2次支川 | 二級河川          | 三重県      |            |                 |      |
| 生水川          | しょうずがわ                | 3次支川 | 準用河川          | 津市        |            |                 |      |
| 入山川          | いりやまがわ                | 4次支川 | 準用河川          | 津市        |            |                 |      |
| 小川            | おがわ                      | 4次支川 | 準用河川          | 津市        |            |                 |      |
| 分部川          | わけべがわ                  | 3次支川 | 準用河川          | 津市        |            |                 |      |
| 小谷川          | こたにがわ                  | 3次支川 | 準用河川          | 津市        |            |                 |      |
| 浄土川          | じょうどがわ                | 3次支川 | 準用河川          | 津市        |            |                 |      |
| 大谷川          | おおたにがわ                | 2次支川 | 準用河川          | 津市        |            |                 |      |
| 竜合川          | りゅうごがわ                | 2次支川 | 準用河川          | 津市        |            |                 |      |
| 高座原川 芦谷川 | こうざはらがわ あしだにがわ | 2次支川 | 準用河川          | 津市        |            |                 |      |
| 船山川          | ふなやまがわ                | 3次支川 | 準用河川          | 津市        |            |                 |      |
| 北高座原川      | きたこうざわらがわ          | 3次支川 | 準用河川          | 津市        |            |                 |      |
| 滝谷川          | たきたにがわ                | 3次支川 | 準用河川          | 津市        |            |                 |      |
| 宝行川          | ほうぎょうがわ              | 3次支川 | 準用河川          | 津市        |            |                 |      |
| 久保川          | くぼがわ                    | 2次支川 | 二級河川 準用河川 | 三重県 津市 |            |                 |      |
| 野田川          | のだがわ                    | 3次支川 | 準用河川          | 津市        |            |                 |      |
| 野田興川        | のだおきがわ                | 4次支川 | 準用河川          | 津市        |            |                 |      |
| 四條川          | しじょうがわ                | 2次支川 | 準用河川          | 津市        |            |                 |      |
| 浄土寺川        | じょうどじがわ              | 1次支川 | 準用河川          | 津市        |            |                 |      |
| 北浦川          | きたうらがわ                | 2次支川 | 準用河川          | 津市        |            |                 |      |
| 朝日新川        | あさひしんかわ              | 1次支川 | 準用河川          | 津市        |            |                 |      |
| 五除川          | ごじょがわ                  | 1次支川 | 準用河川          | 津市        |            |                 |      |
| 笹子川          | ささこがわ                  | 1次支川 | 二級河川          | 三重県      |            |                 |      |

## 河川施設

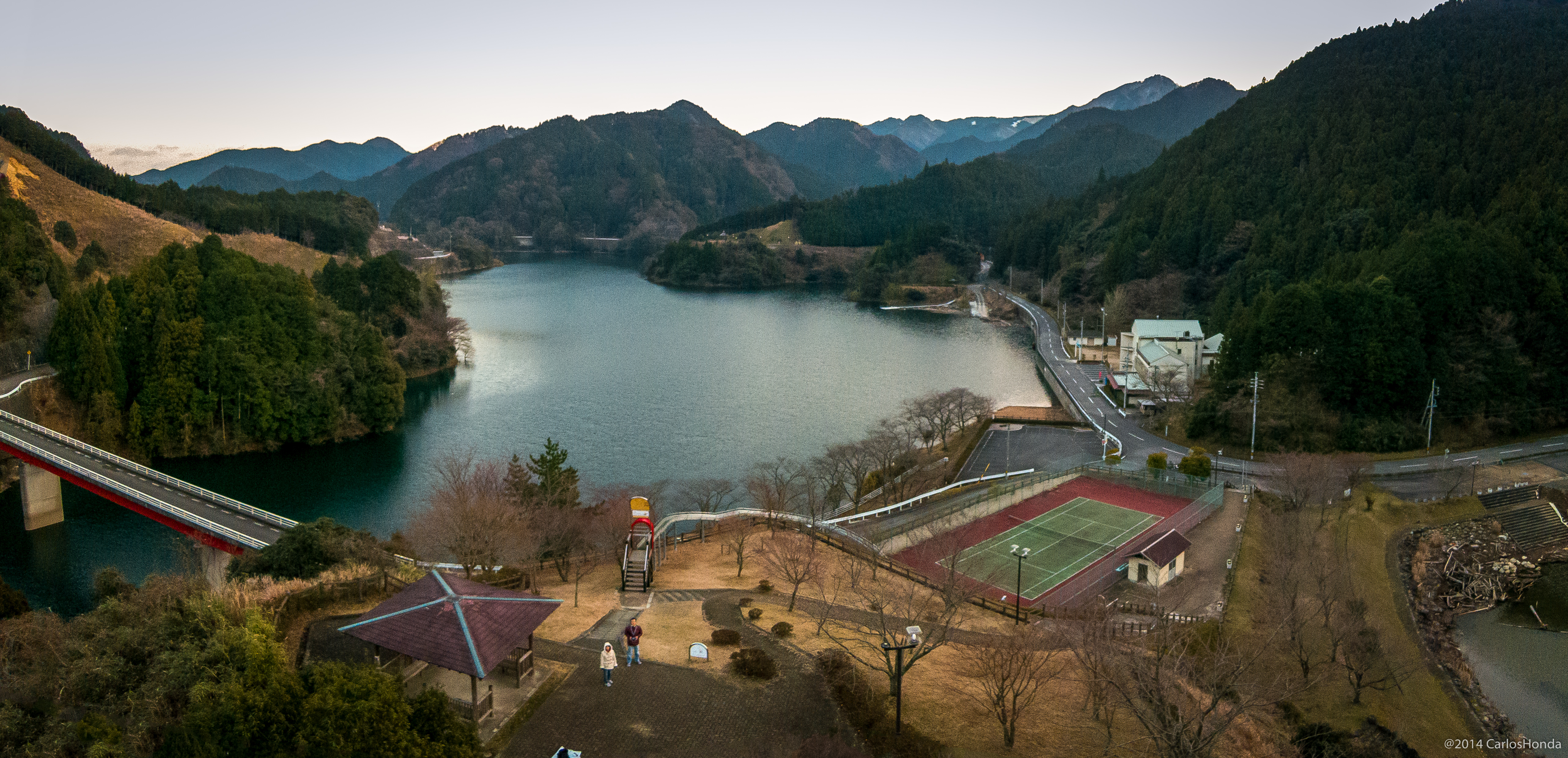
安濃ダム（錫杖湖）

- 安濃ダム（1990年、上流部に建設）

## 主な橋梁
- 忍田橋（門前が淵）
- 勢野橋（門前が淵）
- 安西橋(三重県道28号亀山白山線)
- 明合橋
- 安濃川高架橋(伊勢自動車道)
- 一色橋
- 安濃川橋（中勢バイパス）
- 納所橋
- 安東大橋
- 三本松橋
- 新町大橋
- 安濃橋
- 御山荘橋
- 塔世橋（国道23号）
- 桜橋
- 安濃津橋

このほかに、近畿日本鉄道とJR東海の鉄橋が架けられている。塔世橋の下流には伊勢電気鉄道により架けられた鉄橋の橋脚が長い間放置されていたが、撤去された。